# 共青城區 (哈巴羅夫斯克邊疆區)

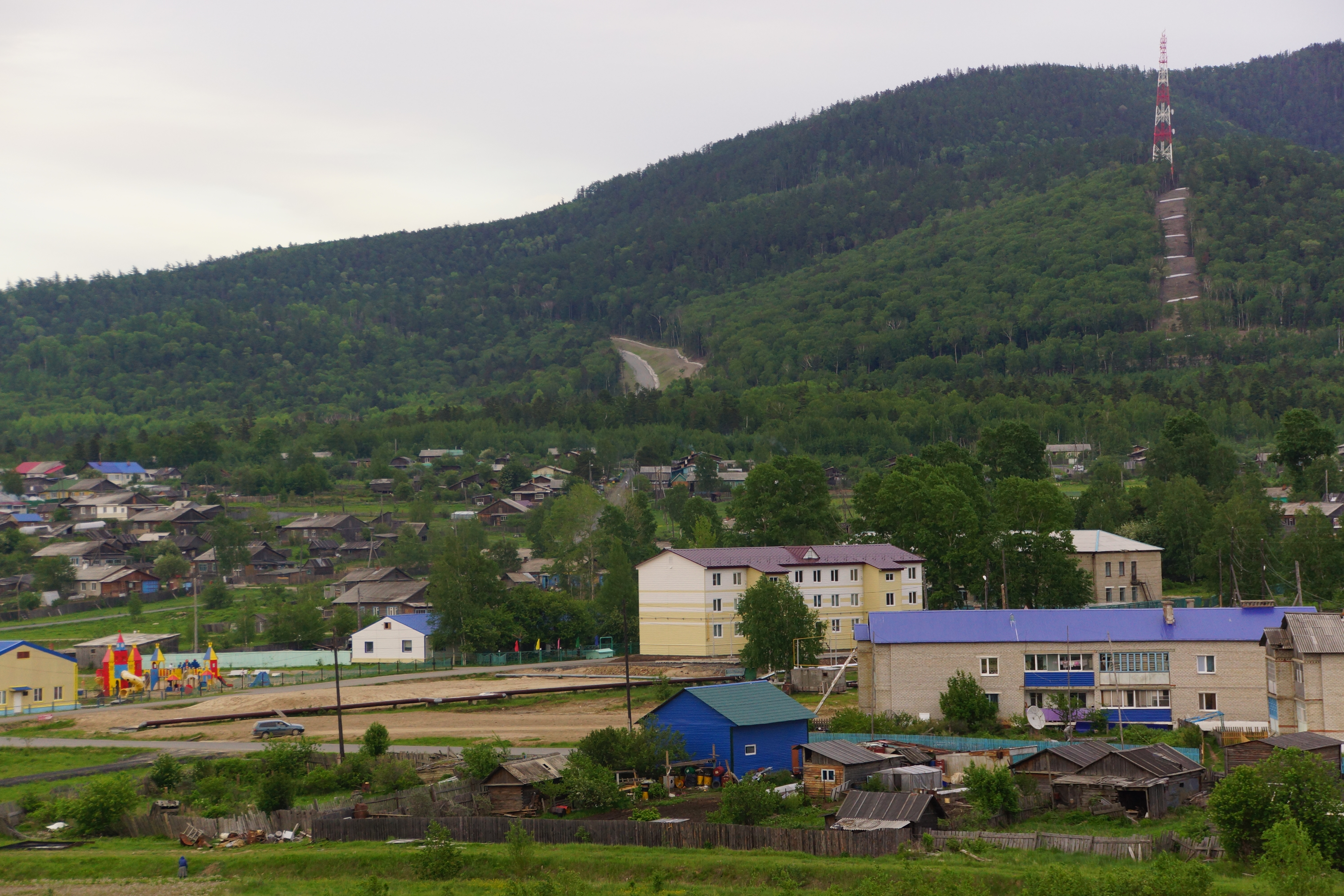

50°34′N 137°00′E / 50.567°N 137.000°E
共青城區（俄语：Комсомольский район），是俄羅斯的一個區，位於該國東部，由哈巴羅夫斯克邊疆區負責管轄，面積25,167平方公里，2010年人口29,072，人口密度每平方公里1.16人。